# Германско-японские отношения
Германско-японские отношения — двусторонние дипломатические отношения между Германией и Японией, которые были официально установлены в 1861 году с первым визитом посла из Пруссии (которая предшествовала Германской империи, сформированной в 1866/1870 годах) в Японию. Япония быстро развивалась после проведённой реставрации Мэйдзи в 1867 году, часто используя германские наработки благодаря интенсивному интеллектуальному и культурному обмену. После 1900 года Япония стала союзнической державой для Британской империи. Во время Первой мировой войны (1914—1918) страны находились в состоянии войны: Япония напала на Германскую империю в 1914 году и захватила ключевые германские владения в Китае и на Тихом океане.
В 1930-х годах Япония и Германия придерживались агрессивному милитаристскому поведению в своих регионах. Это привело к сближению и в конечном итоге, к политическому и военному союзу, в который также вошла Италия. Во время Второй мировой войны (1939—1945) военное сотрудничество между ними носило ограниченный характер из-за большого расстояния между державами «оси»: по большей части Япония и Германия вели отдельные войны и в итоге сдались раздельно. После окончания Второй мировой войны экономики обеих стран пережили быстрое восстановление, двусторонние отношения стали сосредоточены на экономических вопросах и вскоре были установлены. Сегодня Япония и Германия являются, соответственно, третьей и четвертой по величине экономикой в мире и получают значительную выгоду от многих видов политического, культурного, научного и экономического сотрудничества.
Согласно опросу Фонда Бертельсманна, проведенному в конце 2012 года, немцы в целом положительно оценивают Японию и считают эту нацию не конкурентом, а скорее партнёром. Взгляды японцев на Германию также позитивны: 97 % оценивают политику Германии положительно и только 3 % относятся к ней негативно.

## История

### Первые контакты и конец японской изоляции (до 1871)
Началом отношений между Германией и Японией можно считать период сёгуната Токугавы (1603—1868), когда немцы в составе голландской службы прибыли в Японию, чтобы работать в составе голландской Ост-Индской компании. Первыми задокументированы воспоминаниями об установлении отношений между странами являются свидетельства врачей Энгельберта Кемпфера (1651—1716) и Филиппа Франца Бальтазара фон Зибольда (1796—1866) соответственно в 1820 и 1860 годах. Оба врача были помощниками директора голландского торгового поста в Дэдзиме во время путешествия в Эдо к сёгуну. Впоследствии Зибольд стал автором одной из самых ценных книг о Японии XX века, за что в его честь назвали ежегодную германскую премию для японских ученых — Премию имени Филиппа Франца фон Зибольда.
Второй визит фон Зибольда в Японию (1859—1862 гг.) стал катастрофой, потому что он пытался влиять на голландскую политику в отношении Японии и хотел получить постоянную должность дипломата в этой стране. В 1854 году Япония испытывала притеснения со стороны США из-за подписания Канагавского договора, который, хотя и поставил точку в японском изоляционизме, однако, по мнению японцев, был «неравноправным», поскольку, получая такие же привилегии, как и Япония, США все же не ответили взаимностью на японские уступки. Во многих случаях Япония была вынуждена вступать в систему экстерриториальности, которая предусматривала подчинение иностранных граждан законам их собственных консульских судов, а не законам Японии, открытие портов для осуществления торговли, а впоследствии даже позволяла въезд христианских миссионеров на территорию страны. Вскоре после завершения изоляции Японии, в период бакумацу, в Японию прибыл первый немецкий торговец. В 1860 году Фридрих Альберт цу Эйленбург проводил в Японии экспедицию в качестве посла из Пруссии, ведущего региона Германского союза того времени. После четырехмесячных переговоров в 1861 году Пруссия и Япония подписали еще один «неравный» для Японии договор о дружбе и торговле.
Несмотря на то, что эти переговоры считаются одними из многочисленных несправедливых переговоров, которые в то время постоянно давили на Японию, экспедиция Эйленбурга и все долговременные и краткосрочные последствия подписания договора о дружбе и торговле, сегодня всё же можно назвать началом официальных отношений между Германией и Японией. В честь 150-й годовщины проведения этих переговоров как в Германии, так и в Японии, на протяжении 2010—2011 был проведен ряд мероприятий, имевших целью построение общего будущего через восстановление памяти об общем прошлом.

### Японская дипломатическая миссия в Пруссии
В 1863 году после визита Филиппа фон Эйленбурга в Токио к прусскому двору короля Вильгельма I прибыла делегация сёгуна, которую с огромным размахом встретили в Берлине. После подписания договора, Макс фон Брандт стал дипломатическим представителем в Японии — сначала он представлял Пруссию, после 1866 года — Северогерманский союз, и до 1871 года — Германскую империю.
В 1868 году был свергнут сёгунат Токугавы и была провозглашена Японская империя во главе с императором Мэйдзи. С возвращением к власти династии Тэнно Япония потребовала отзыва «неравноправных договоров» с западными государствами, в результате чего развернулась гражданская война. Во время конфликта немецкий торговец оружием Генри Шнелль поставлял оружие сторонникам сёгуната в Нагаоку. Через год война закончилась поражением Токугавы и переговорами о пересмотре «неравноправных договоров».

### Модернизация Японии и образовательного обмена (1871—1885)
С началом эпохи Мэйдзи (1868—1912) многие немцы начали работать в Японии советниками нового правительства — как так называемые «нанятые иностранцы» и внесли значительный вклад в модернизацию Японии, особенно в области медицины (Леопольд Мюллер, Эрвин Бальц), права (Герман Реслер, Альберт Мосс) и военного дела (Якоб Меккель). Якоб Меккель был приглашен правительством Японии в 1885 году в качестве советника японского генштаба и как преподаватель в Высшей военной академии Императорской армии Японии. Он провел три года в Японии, работая с влиятельными людьми, такими как Кацура Таро и Каваками Сороку, чем изрядно поспособствовал процессу модернизации японской императорской армии. Якоб Меккель оставил после себя лояльную группу японских сторонников, которые после его смерти, поставили в его честь бронзовую статую напротив военной академии в Токио. В целом, Императорская армия Японии интенсивно ориентировала свою организацию по прусско-германском образцу при построении современных военных сил в 1880-х годах. Французский образец армейской организации, пришедший на замену сёгуната и использовавшийся в начале правления Мэйдзи, постепенно заменялся прусской моделью под руководством офицеров, таких как Кацура Таро и Ноги Марэсукэ.
В 1889 году была принята Конституция Японской империи, большое влияние на которую оказали немецкие правоведы Рудольф Гнейст и Лоренц фон Штейн. Кстати, перед этим, а именно в 1882 году, этих правоведов в Вене и Берлине посетил будущий премьер-министр Японии Ито Хиробуми. По просьбе германского правительства, Альберт Моссэ встретился с Ито Хиробуми, а также с группой правительственных чиновников и учёных, и провёл ряд лекций по конституционному праву, которые помогли убедить Хиробуми, что монархическая конституция прусского стиля лучше всего подходит для Японии. В 1886 году Моссэ был приглашен в Японию по контракту на три года как «наемный иностранец» в правительство Японии, чтобы помочь Хиробуми и Иное Коваси в разработке Конституции Мэйдзи. Позже он работал над другими важными законопроектами, международными соглашениями, контрактами и служил советником в министерстве внутренних дел, помогая премьер-министру Ямагата Аритомо в разработке законопроектов и формировании системы местного самоуправления. Десятки японских студентов и офицеров также отправились в Германию в конце XIX века, чтобы изучить германскую военную систему и получить военную подготовку в германских военных учебных заведениях. Например, знаменитый писатель Мори Огай, который был военным врачом и смог выучить немецкий язык, который в то время была основным языком медицинской науки. С 1884 по 1888 год Мори Огай находился в Германии и обнаружив интерес к европейской литературе начал заниматься процессом переводов работ Гёте, Шиллера и Гауптмана.

### Ослабление отношений и Первая мировая война (1885—1920)
В конце XIX века германско-японские отношения несколько «охладели». После окончания Первой японо-китайской войны в апреле 1895 года, был подписан Симоносекский договор, в который вошли несколько территориальных уступок от Китая для Японии, акцентируя внимание на Тайване и восточной части залива Ляодунского полуострова, включая Люйшунькоу. Тем не менее, Российская империя, Третья французская республика и Германия стали опасаться постоянного расширения японской сферы влияния и решили, воспользовавшись затруднительным положением Японии, увеличить свои колониальные владений. В итоге началась Тройственная интервенция 23 апреля 1895 года, когда три государства «призвали» Японию отказаться от её притязаний на Ляодунский полуостров. В течение последующих лет, туманные опасения Вильгельма II о «жёлтой опасности», целью которой было создание единой Азии во главе с Японией, привели к дальнейшему ухудшению германско-японских отношений. Вильгельм II также распорядился уменьшить количество представителей Японской армии в Германии, которые изучали германское военное дело.
Ещё одним испытанием для германско-японских отношений стала Русско-японская война 1904—1905 годов, во время которой Германия оказывала России значительную поддержку. Эти обстоятельства заставили МИД Японии провозгласить, что любые суда, которые будут доставлять на российские корабли уголь в военной зоне, будут потоплены. После завершения Русско-японской войны, Германия настояла на взаимном обмене военными офицерами и студентами, и уже в последующие годы несколько германских офицеров были отправлены на учебу в Японию для изучения японского военного дела, которое стало ещё более достойного внимания после победы над Российской империей. Однако, сила и влияние Японии, которые всё больше росли, вызывали значительное беспокойство и недоверие со стороны Германии.
Начало Первой мировой войны показало, насколько в действительности ухудшились германско-японские отношения. 7 августа 1914 года, всего два дня спустя объявления Великобританией войны Германии, японское правительство получил официальный запрос от британского правительства о помощи в уничтожении германских рейдеров в китайских водах. Япония, стремясь уменьшить присутствие европейских колониальных держав в Юго-Восточной Азии, особенно на побережье Китая, 15 августа 1914 года прислала Германии ультиматум, который остался без ответа. Впоследствии, 23 августа 1914 года, Япония официально объявила войну Германской империи, и таким образом, вошла в Первую мировую войну как союзник Великобритании, Франции и Российской империи, стремясь захватить немецкие колонии в Тихом океане: Каролайн, Маршалловы Острова и Марианские острова. Японцы, которые проживали в Германии и Австро-Венгрии, были интернированы в лагеря и тюрьмы.
Единственной крупной битвой между Германией и Японией была осада порта Циндао в Цзяочжоуване, который находился под контролем Германии. Германские вооружённые силы продержались с августа по ноябрь 1914 года, несмотря на тотальную японско-британские блокаду и постоянные артиллерийские обстрелы — этот факт способствовал поднятию боевого духа как во время самой осады, так и впоследствии после поражения в ней. После штурма города японскими войсками немцы понесли значительные потери. Погибших немцев хоронили в Циндао, а раненных направляли на лечение в довольно-таки престижные лечебные центры Японии. На протяжении войны 1914—1918 немецкие вооружённые силы также смогли захватить небольшое число японцев в плен, в основном моряков. В 1919 году когда Германская империя официально подписала Версальский договор, все военнопленные были освобождены и вернулись в Европу.
Япония подписала Версальский договор, который предусматривал суровые последствия для Германии. В Тихом океане Япония получила острова, которыми завладела Германия севернее экватора (Маршалловы Остова, Каролайн, Марианские острова, Палау). Статья 156 Договора также предполагала, что Германия отдает Японии провинцию Шаньдун вместо возвращения этой территории Китаю, которому принадлежала суверенная власть над ней. Затем этот конфликт станет известным как Шаньдунский вопрос. Возмущение Китая по поводу этого решения привело к демонстрациям и культурных движений, которые сегодня известны под названием «Движение 4 мая». Все это повлияло на Китай и способствовало его решению относительно неподписания данного договора. Китай объявил об окончании войны против Германии в сентябре 1919 года и подписал отдельный договор с Германией в 1921 году. Этот факт заставил Германию в большей степени полагаться на Китай как на своего стратегического партнера в Восточной Азии, а не на Японию.

### Сближение и создание «оси»
После того, как Германия была вынуждена уступить свои бывшие владения в Азии и на Тихом океане в пользу Японии и началось интенсивное развитие германско-китайского сотрудничества, отношения между Берлином и Токио сошли на нет. По инициативе Вильгельма Зольфа, который в период с 1920 по 1928 года был германским послом в Японии, культурный обмен между странами вновь стал развиваться, что привело к восстановлению «Японско-германского сообщества» (1926), созданию в 1927 году «Японско-германской культурной общности» и основание Японско-германского исследовательского института в Киото (1934).
В 1935 году в германско-японских отношениях снова появилось напряжение, вызванное подписанием Англо-германского морского соглашения, заключенное между Великобританией и Германией и являлось очередной попыткой Адольфа Гитлера улучшить отношения между странами. Адольф Гитлер в своей работе «Mein Kampf» указал, что полагается на Великобританию как на перспективного партнёра, однако при этом определяет и Японию как цель «международного еврейства», и таким образом как возможного союзника. В то же время многие японские политики, в том числе и адмирал Исороку Ямомото (который откровенно критиковал союз с нацистской Германией), были крайне потрясены и ошеломлены фактом заключения англо-германского морского соглашения. Тем не менее, лидеры военного лобби в Токио пришли к выводу, что эта сделка была всего лишь хитростью со стороны Германии, чтобы выиграть время для создания германского флота и дать ему возможность дорасти до английского уровня.

### Консолидация сотрудничества
Военные лидеры Японии продолжали разрабатывать планы, чтобы обеспечить империю ресурсами и реализовать концепцию «Великой восточноазиатской сферы сопроцветания». Предполагалось, что дальнейшее расширение будет направлено на север за счет нападения на СССР по плану «Хокуcин-рон», или же за счет захвата французских, голландских и / или британских земель на юге в соответствии с доктриной «Нанcин-рон». Адольф Гитлер, с другой стороны, никогда не уклонялся от своего плана захвата Восточной Европы для создания «жизненного пространства»; поэтому конфликт с Польшей, а впоследствии и с Советским Союзом, был просто неизбежен.
Первое правовое закрепление германско-японских взаимных интересов произошло в 1936 году, когда страны подписали Антикоминтерновский пакт, который был направлен против Коммунистического интернационала (Коминтерна) в целом и Советского Союза в частности. После подписания, правительство Германии также причислило японский народ к почётным арийцам. В 1937 году Титибу-но-мия Ясухито участвовал в съезде НСДАП в Германии и встретился там с Адольфом Гитлером, с целью улучшить личные отношения. Королевство Италия во главе с Бенито Муссолини присоединилась к договору в том же году, инициируя создание так называемой «оси» между Римом, Берлином и Токио.
Германия имела очень тесные отношения с китайским националистическим правительством и даже оказывала ему военную помощь и поддержку. Отношения испортились после начала Второй японо-китайской войны (7 июля 1937), когда Китай заключил пакт о ненападении с Советским Союзом. В конце концов Адольф Гитлер пришёл к выводу, что Япония, а не Китай, будет более надёжным геостратегическим партнёром. Несмотря на тесные экономические германско-китайские отношения, Адольф Гитлер решил поставить точку в этом союзе и сделал выбор в пользу более развитой и мощной Японии. В мае 1938 года во время обращения к Рейхстагу Адольф Гитлер заявил, что Германия признает за Японией Маньчжоу-го, марионеточное государство в Манджурии, и отказался от политико-территориальных претензий к тихоокеанским колониями, принадлежащих Японии. Адольф Гитлер приказал прекратить поставки в Китай и отозвать всех германских офицеров, прикреплённых к китайской армии.
В конце 1930-х годов между Германией и Японией произошло несколько культурных обменов, хотя они и были мотивированы политическими и пропагандистскими целями. В центре внимания был обмен молодежью; по этому поводу был проведен ряд встреч. Например, в конце 1938 года на корабле «Гнейзенау» в Токио прибыла учебная делегация, в состав которой входили 30 членов Гитлерюгенда. В 1938 году представители Японии и Германии начали активнее искать общий знаменатель в двусторонних отношениях, в итоге привело к строительству японского посольства в Берлине. Внешний вид посольства был исполнен в соответствии с реализацией планов Адольфа Гитлера и Альберта Шпеера по превращению Берлина в мировую столицу и новое дипломатическое представительство Японии располагалось в помпезном здании в новом дипломатическом районе вблизи Тиргартена. Здание посольства было спроектировано архитектором Людвигом Мошамером под руководством Альберта Шпеера и расположено напротив посольства Италии в соответствии с «осью» Рим-Берлин-Токио.
Несмотря на предварительные планы совместного германско-японского нападения на СССР, в 1938—1939 годах Япония окончательно решила начать военную кампанию на юг, а не на север. Всё это не помешало антисоветским настроениям Адольфа Гитлера и он пошёл на встречу Японии с целью добиться сближения с этой страной, ведь он верил в то, что Токио станет на сторону Германии в будущей войне против Советского Союза или начнёт активное вторжение в юго-восточную часть Сибири, или же просто начнёт воевать против Рабоче-крестьянской Красной армии, которая ожидала нападения японских войск.

### Вторая мировая война
С началом Второй мировой войны Германия покорила большую часть континентальной Европы, включая Францию, а также начала Битву за Британию. Япония оценивала военную ситуацию в Европе как роковую слабость западных демократий. Японские лидеры пришли к выводу, что такое положение межгосударственных отношений может сыграть им на руку и начали ещё активнее искать пути сближения с Берлином. Адольф Гитлер, в свою очередь, опасался попасть в капкан в британско-германском противостоянии, но и разрабатывал планы интервенции в Советский Союз. Эти обстоятельства, помноженные на нехватку сырья и продовольствия, способствовали усилению заинтересованности Берлина в прочном германско-японском союзничестве. Министр иностранных дел Германии Иоахим фон Риббентроп был направлен в Японию на переговоры по заключению нового договора, который впоследствии положил начало созданию «оси» — гитлеровской коалиции из трех стран (Германия, Япония, Италия).
Целью подписания трехстороннего Берлинского пакта являлось сдерживание США, которые оказывали поддержку Великобритании, а также на укрепление позиций Италии и Германии в Северной Африке, Средиземноморье и ослабление британских колоний в юго-Восточной Азии, чтобы создать благоприятные условия для японского вторжения на эту территорию. В соглашении говорилось, что три страны-участницы этого пакта обязаны уважать лидерские амбиции друг друга в их сферах влияния, и оказывать друг другу помощь в случае нападения внешнего врага. В 1945 году война окончилась безоговорочной капитуляцией Германии, Италии и Японии перед странами Антигитлеровской коалиции.

### Современные отношения
В конце 1990-х — начале 2000-х Германия и Япония, которые соответственно занимают второе и третье место по объёму вкладов в ООН, требовали реформы Совета Безопасности ООН и увеличения количества постоянных членов. С этой целью Германия и Япония вместе с Бразилией и Индией создали так называемую «Группу четырёх» («G4»). 21 сентября 2004 года "Группы четырёх" и ещё две африканские страны обнародовали заявление о своих требованиях о предоставлении постоянных мест в СБ ООН. В ответ на это заявление группа стран создала оппозицию, которая называлась «Единство в консенсусе». Однако, в январе 2006 года Япония заявила, что отказывается от резолюций «Большой четверки» и начинает разработку собственной инициативы.
Некоторые недостатки в двустороннем сотрудничестве между Германией и Японией были также замечены в 2005 году, когда бывший премьер-министр Японии Киити Миядзава написал по случаю 20-летия Японско-германского центра в Берлине, что отношения в целом дружественные и нет никаких особых проблем, однако это приводит к определенному равнодушию, что в наше время можно считать проблемой.
2 апреля 2011 года министр иностранных дел Германии Гидо Вестервелле посетил Токио, где предложил Японии оказать всю необходимую помощь для уменьшения негативных последствий от цунами.

## Дипломатические представительства
- У Германии есть посольство в Токио[37].
- Япония имеет посольство в Берлине[38].

### Англоязычные источники
- Akira, Kudo. (1998) Japanese-German Business Relations: Co-operation and Rivalry in the Interwar Period (Nissan Institute/Routledge Japanese Studies) (1998)
- Baskett, Michael (2009). «All Beautiful Fascists?: Axis Film Culture in Imperial Japan» in The Culture of Japanese Fascism, ed. Alan Tansman. Durham: Duke University Press. pp. 212–234. ISBN 0822344521
- Bloch, Michael. Ribbentrop. — Crown Publishers Inc, 1992.
- Martin, Bernd. Japan and Germany in the Modern World (неопр.). — Berghahn Books, 2005.
- Hübner, Stefan (2012), "National Socialist Foreign Policy and Press Instructions, 1933—1939: Aims and Ways of Coverage Manipulation based on the Example of East Asia, " International History Review 34#2 pp 271–291. online
- Katada, Saori N., Hanns Maull and Takashi Inoguchi, eds. Global Governance: Germany and Japan in the International System (2004)
- Presseisen, Ernst L. (1958) Germany and Japan — A Study in Totalitarian Diplomacy 1933—1941. The Hague: Martinus Nijhoff.
- Spang, Christian W. and Rolf-Harald Wippich (eds.). (2006) Japanese-German Relations, 1895—1945. War, Diplomacy and Public Opinion (ISBN 0-415-34248-1). London: Routledge. excerpt and text search
- Warner, Geoffrey. «From Pearl Harbour to Stalingrad: Germany and its Allies in 1942,» International Affairs, April 1978, Vol. 54 Issue 2, pp 282–92
- Weinberg, Gerhard L. A World at Arms (2nd ed 2013) global history of WW2 by leading expert on German diplomacy excerpt and text search

### Другие языки
- Hübner, Stefan (2009) Hitler und Ostasien, 1904 bis 1933. Die Entwicklung von Hitlers Japan- und Chinabild vom Russisch-Japanischen Krieg bis zur «Machtergreifung» [Hitler and East Asia, 1904 to 1933. The Development of Hitler’s Image of Japan and China from the Russo-Japanese War to the «Coming to Power»], in OAG-Notizen 9/2009, 22-41.
- Ishii, Shiro et al. (ed.): Fast wie mein eigen Vaterland: Briefe aus Japan 1886—1889. [Almost as my own Motherland: Letters from Japan]. München: Iudicium 1995.
- Kreiner, Josef (ed.). (1984) Deutschland — Japan. Historische Kontakte [Germany — Japan. Historical Contacts]. Bonn: Bouvier.
- Kreiner, Josef (ed.). (1986) Japan und die Mittelmächte im Ersten Weltkrieg und in den zwanziger Jahren [Japan and the Central Powers in World War I and the 1920s]. Bonn: Bouvier.
- Kreiner, Josef and Regine Mathias (ed.). (1990) Deutschland-Japan in der Zwischenkriegszeit [Germany — Japan in the inter-war period]. Bonn: Bouvier.
- Pantzer, Peter und Saaler, Sven: Japanische Impressionen eines Kaiserlichen Gesandten. Karl von Eisendecher im Japan der Meiji-Zeit/明治初期の日本　－　ドイツ外交官アイゼンデッヒャー公使の写真帖より (A German Diplomat in Meiji Japan: Karl von Eisendecher. German/Japanese). München: Iudicium, 2007.
- Martin, Bernd and Gerhard Krebs (eds.). (1994) Formierung und Fall der Achse Berlin-Tôkyô [Construction and Fall of the Berlin-Tôkyô Axis]. Munich: iudicium.
- Martin, Bernd. (2001) Deutschland und Japan im Zweiten Weltkrieg 1940—1945, Vom Angriff auf Pearl Harbor bis zu deutschen Kapitulation Nikol Verlagsgesellschaft mdH & Co. KG, Hamburg.